# Sciton variicollis
Sciton variicollis är en skalbaggsart som beskrevs av Blackburn 1907. Sciton variicollis ingår i släktet Sciton och familjen Melolonthidae. Inga underarter finns listade i Catalogue of Life.